# ブルーノ・フェレイラ・ボンフィム
デンチーニョ (Dentinho) ことブルーノ・フェレイラ・ボンフィム（Bruno Ferreira Bonfim, 1989年1月19日 - ）は、ブラジル・サンパウロ出身のサッカー選手。ポジションはMF。

## 経歴

### コリンチャンス
コリンチャンスの下部組織出身。ユースチーム時代から将来を嘱望され、2007年にパルメイラスとのダービーでトップチームデビューすると、フルミネンセ戦で初得点を挙げたが、チームは不調でクラブ史上初のセリエB（全国2部）降格を経験した。2008年のカンピオナート・パウリスタ（サンパウロ州選手権）ではチーム内得点王となり、28試合に出場して14得点を挙げたセリエBでもヘルマン・エレーラと並んでチーム内得点王となった。2009年にはロナウドが加入し、デンチーニョらは2009年のカンピオナート・パウリスタ優勝の立役者となった。9月30日、コリンチャンスとの契約を2013年12月まで延長し、違約金は3600万ユーロに設定された。2010年3月10日、コパ・リベルタドーレスのグループリーグ・インデペンディエンテ・メデジン戦で同大会初得点を挙げた。アウェーで行なわれたこの試合では、ペナルティエリアの外から右足で決めた。

### シャフタール
2011年5月21日、ウクライナ・プレミアリーグ王者のFCシャフタール・ドネツクと5年契約を結んだ。移籍金は750万ユーロ（約8億7000万円）と報じられている。シャフタールにはすでにウィリアン（コリンチャンス時代のチームメイトでもあった）、ドウグラス・コスタなどのブラジル人選手が在籍していた。2011-12シーズン開幕戦となった7月10日のFCオボロン・キエフ戦 (4-0) で、58分にアレックス・テイシェイラとの交代で途中出場してデビューすると、その5分後の63分に移籍後初得点を挙げた。9月18日、FCヴォルスクラ・ポルタヴァ戦 (1-0) では試合唯一の得点を挙げた。10月29日のPFCオレクサンドリア戦 (3-0) では試合開始5分に先制点を挙げた。2011-12シーズンは18試合に出場して3得点を挙げ、クラブはリーグとカップの2冠を達成した。
2012年夏に行なわれたウクライナ・スーパーカップのFCメタルルフ・ドネツィク戦ではベンチ入りしたが、結局出場することなく優勝の瞬間を見届けた。2012-13シーズンに初めて先発出場したFCカルパティ・リヴィウ戦 (3-0) でシーズン初得点を挙げた。

#### ベシクタシュへのレンタル移籍
2013年1月23日、トルコ・スュペルリグのベシクタシュJKにレンタル移籍した。契約期間は1年間。

## 個人成績
2012年9月18日
| クラブ                   | シーズン     | 国内リーグ | 国内リーグ | 国内カップ | 国内カップ | 欧州カップ | 欧州カップ | 国内スーパーカップ | 国内スーパーカップ | 通算 | 通算 |
| クラブ                   | シーズン     | 出場       | 得点       | 出場       | 得点       | 出場       | 得点       | 出場               | 得点               | 出場 | 得点 |
| ------------------------ | ------------ | ---------- | ---------- | ---------- | ---------- | ---------- | ---------- | ------------------ | ------------------ | ---- | ---- |
| FCシャフタール・ドネツク | 2011-12      | 18         | 3          | 2          | 0          | 0          | 0          | 0                  | 0                  | 20   | 3    |
| FCシャフタール・ドネツク | 2012-13      | 4          | 1          |            |            | 0          | 0          | 0                  | 0                  | 4    | 1    |
| キャリア通算             | キャリア通算 | 22         | 4          | 2          | 0          | 0          | 0          | 0                  | 0                  | 24   | 4    |

## タイトル

### クラブ
コリンチャンス
- コパ・ド・ブラジル : 2009
- カンピオナート・パウリスタ : 2009

シャフタール・ドネツク
- ウクライナ・プレミアリーグ : 2011-12, 2013-14, 2016-17, 2017-18, 2018-19
- ウクライナ・カップ : 2011-12, 2015-16, 2016-17, 2017-18, 2018-19
- ウクライナ・スーパーカップ : 2012, 2014, 2015, 2017

### 代表
U-20ブラジル代表
南米ユース選手権 : 2009